# Minan 9

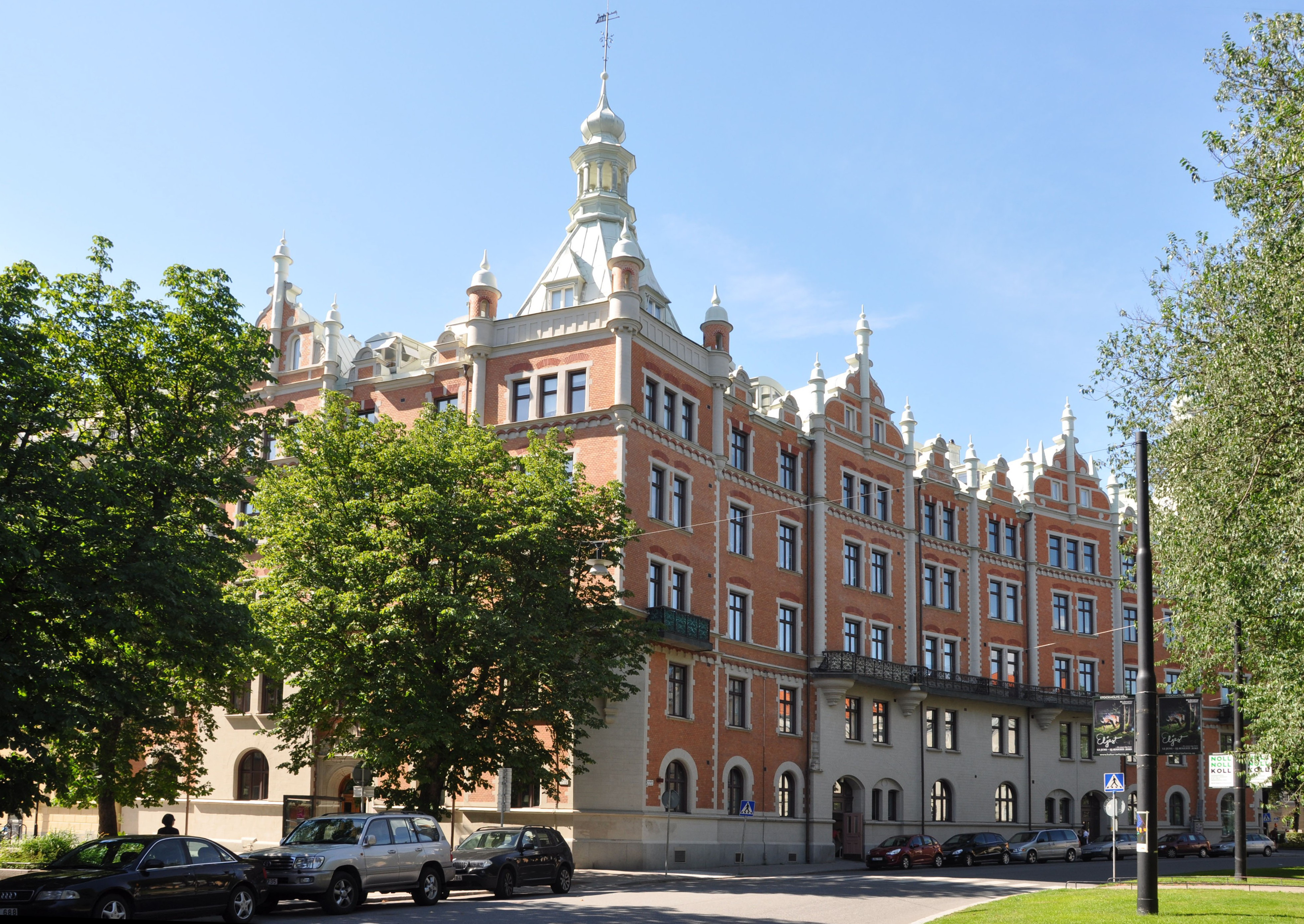
Minan 9 vid Karlaplan, augusti 2010

Minan 9 (före detta Minan 5 & 6), är en byggnadsminnesmärkt fastighet i kvarteret Minan vid Karlaplan 3-5 / Karlavägen 78 på Östermalm i centrala Stockholm. Huset är blåmärkt av Stadsmuseet i Stockholm vilket innebär "att bebyggelsen bedöms ha synnerligen höga kulturhistoriska värden".

## Kvarteret
Minan är ett av åtta kvarter som ligger kilformat runt Karlaplan. På platsen låg ursprungligen ett kvarter vid namn Brandröret, på Petrus Tillaeus karta från 1733 markerat med nr 46. Sitt nuvarande namn fick kvarteret i slutet av 1800-talet när trakten kring Karlaplan stadsplanerades med Lindhagenplanen som utgångspunkt. Sedan dess omges kavarteret Minan av Karlaplan och Karlavägen i norr och nordost, av Grevgatan i väster och av Kommendörsgatan i söder. I hörnet Grevgatan / Kommendörsgatan drev Anders Sandrew tillsammans med sin bror en speceriaffär som de inregistrerade 1901 under namnet Andersson & Sandrew. Butiken gick bra och skulle lägga grunden för Sandrews stora biograf-, film- och teaterkoncern.

## Minan 9

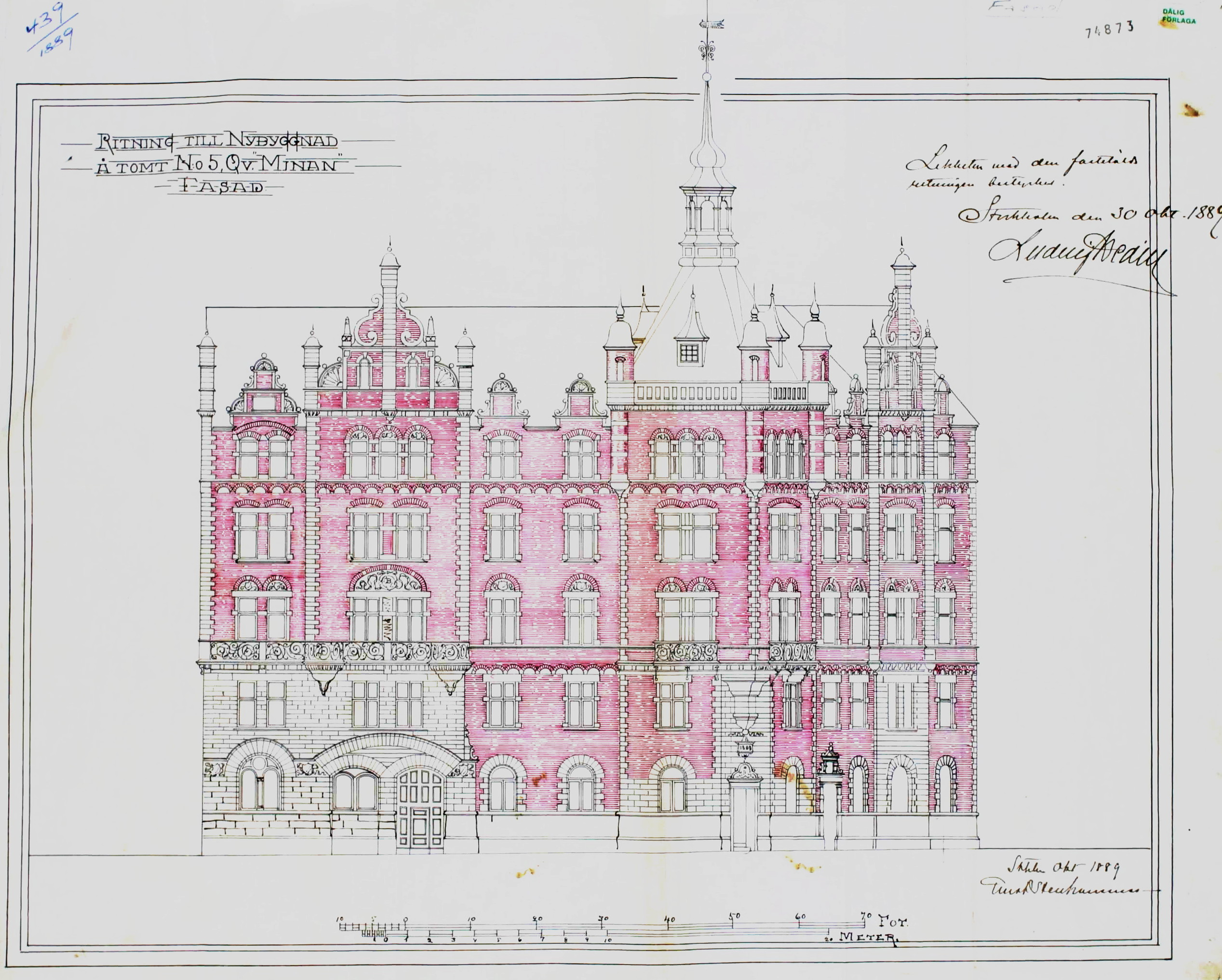
Fasadritning Minan 5, 1889.

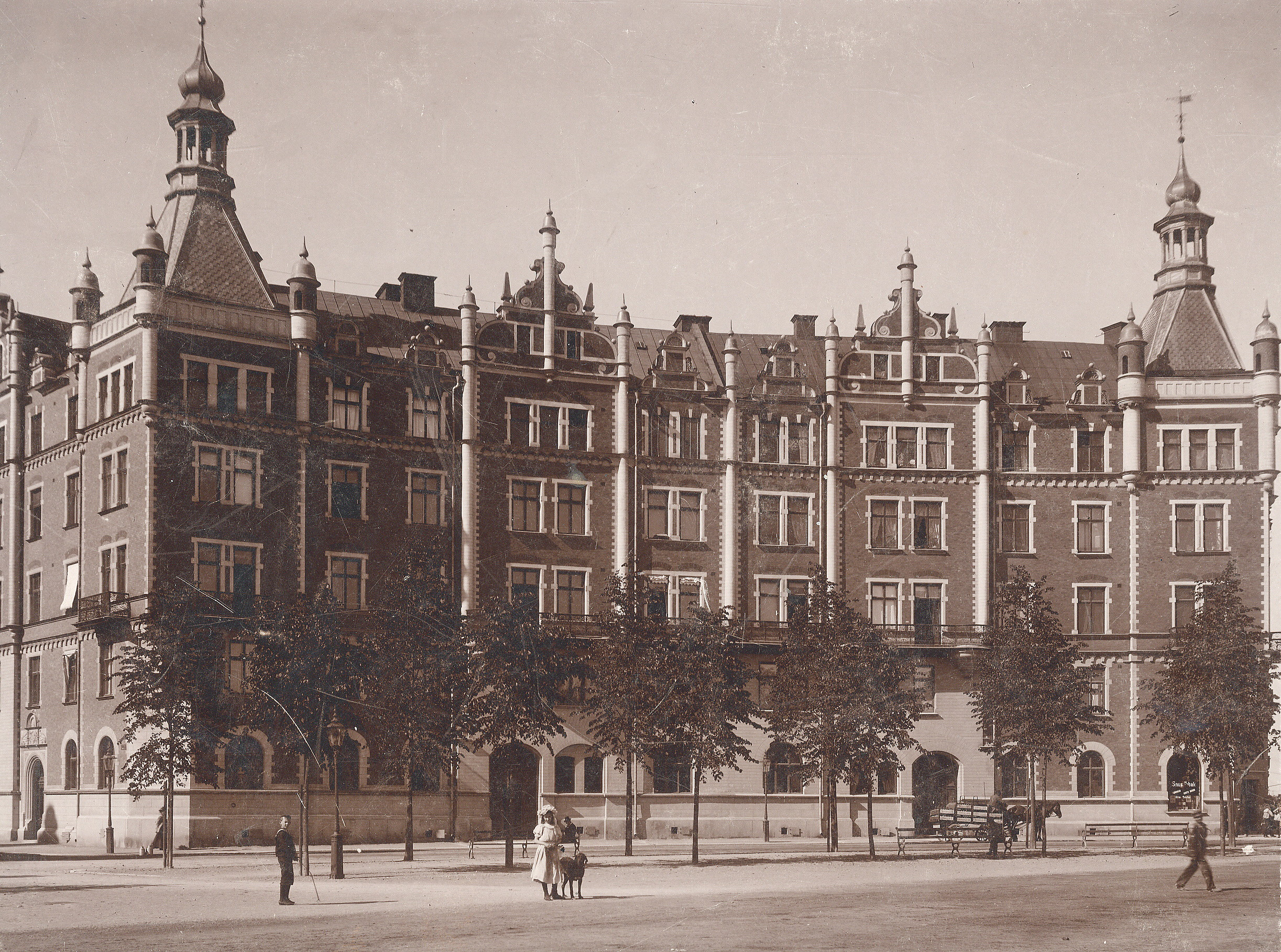
Byggnaden kring sekelskiftet 1900.

De båda husen med samordnade fasader uppfördes 1889–1894 enligt arkitekten Ernst Stenhammars ritningar. Byggherrar tillika byggmästare var Nils Bocander och Lars Petter Törnvall. 
Fasaden är inspirerad av 1600-talets nordeuropeiska renässans, där den rika arkitektoniska utformningen förstärks av en livlig materialverkan. Mot det ljusröda fasadteglet kontrasterar hörnkedjor, fönsteromfattningar och entrépartier i ljus slätputs. Till byggnadens siluett bidrar lanterninkrönta hörntorn samt krenelerade gavelrösten och tureller.
Husen uppfördes som bostadshus, med lägenheter om 1-7 rum och kök. Fastigheten är idag delvis kontoriserad, men bevarar mycket av sina ursprungliga inredningar. Sedan 1981 är den förklarad byggnadsminne.
Karlaplan hade skapats som stjärnplats i den så kallade Lindhagenplanen från 1866, och 1896 hade platsen började anläggas med gräsmatta och buskar. Husen i kvarteret Minan bildar den sydvästra delen i Karlaplans aldrig fullföljda cirkelform. Stenhammar ritade samtidigt husen i cirkelns södra sektion i kvarteret Harpan som också bedöms av Stadsmuseet ha "synnerligen höga kulturhistoriska värden" (se Harpan 24 och 25).